# بوسكو (لاعب كرة قدم)
بوسكو هو لاعب كرة قدم برازيلي، ولد في 16 نوفمبر 1980.